# Georgette Nkoma
Georgette Émilie Nkoma (* 16. Juni 1965 in Yaoundé) ist eine ehemalige kamerunische Leichtathletin, die sich auf den Sprint spezialisiert hat. 1996 gewann sie bei den Afrikameisterschaften drei Goldmedaillen im Sprint.

## Sportliche Laufbahn
Erste internationale Erfahrungen sammelte Georgette Nkoma vermutlich im Jahr 1987, als sie bei den Afrikaspielen in Nairobi an den Start ging. 1989 startete sie bei den erstmals ausgetragenen Spielen der Frankophonie in Casablanca und 1992 startete sie im 200-Meter-Lauf bei den Olympischen Sommerspielen in Barcelona und schied dort mit 24,06 s im Viertelfinale aus und verpasste mit der kamerunischen 4-mal-100-Meter-Staffel mit 44,97 s den Finaleinzug. Im Jahr darauf belegte sie bei der Sommer-Universiade in Buffalo in 11,85 s den achten Platz im 100-Meter-Lauf und wurde in 24,04 s auch Achte über 200 Meter. Anschließend startete sie über beide Distanzen bei den Weltmeisterschaften in Stuttgart und schied dort über 100 Meter mit 11,63 s im Viertelfinale aus und auch über 200 Meter schied sie mit neuem Landesrekord von 23,66 s im Viertelfinale aus. 1994 schied sie bei den Spielen der Frankophonie in Paris mit 11,85 s im Vorlauf über 100 Meter aus und wurde über 200 Meter in der Vorrunde disqualifiziert. Zudem belegte sie mit der 4-mal-100-Meter-Staffel in 46,58 s den vierten Platz. Im Jahr darauf schied sie bei den Weltmeisterschaften in Göteborg mit 11,80 s in der ersten Runde über 100 Meter aus und wurde mit der Staffel im Vorlauf disqualifiziert. 1996 siegte sie in 11,67 s und 23,1 s über 100 und 200 Meter bei den Afrikameisterschaften in Yaoundé. Zudem siegte sie in 44,7 s auch in der 4-mal-100-Meter-Staffel. Anschließend nahm sie erneut an den Olympischen Sommerspielen in Atlanta teil und war dort Fahnenträgerin ihrer Nation bei der Eröffnungsfeier. Über 200 Meter schied sie mit 23,68 s in der Vorrunde aus und kam mit der Staffel im Vorlauf nicht ins Ziel. Im Jahr darauf kam sie bei den Weltmeisterschaften in Athen mit 24,53 s nicht über die erste Runde über 200 Meter hinaus und anschließend gewann sie bei den Spielen der Frankophonie in Antananarivo in 11,65 s die Silbermedaille über 100 Meter hinter Hanitriniaina Rakotondrabé aus Madagaskar und belegte in 23,92 s den vierten Platz über 200 Meter. Zudem siegte sie in 3:34,40 min in der 4-mal-400-Meter-Staffel. Anschließend beendete sie ihre aktive sportliche Karriere im Alter von 32 Jahren. Anschließend war sie als Trainerin und Leiterin verschiedener Leichtathletikprojekte in Kamerun tätig.

## Persönliche Bestzeiten
- 100 Meter: 11,51 s, 15. Juli 1993 in Buffalo
- 200 Meter: 23,1 s, 1996 in Yaoundé